# Svartegöl (Älghults socken, Småland, 632145-147991)
Svartegöl är en sjö i Uppvidinge kommun i Småland och ingår i Alsteråns huvudavrinningsområde.